# Василенко Ирина Алексеевна
Ирина Алексеевна Василенко (1959 - 2021) - педагог, доктор политических наук, профессор кафедры российской политики факультета политологии МГУ им. Ломоносова. Автор свыше 130 научных и учебно-методических работ в области политологии, государственного и муниципального управления.

## Образование
1986 — философский факультет Московского государственного университета им. М.В. Ломоносова.
1989 — аспирантура Московского государственного университета им. М.В. Ломоносова.
1994 — докторантура Российской академии управления (ныне - Российская академия народного хозяйства и государственной службы при Президенте РФ).

## Области научных интересов
- политическая философия
- сравнительная политология
- политическое и административное управление
- политические переговоры
- социокультурные особенности России

### Книги
Книги приведены в хронологическом порядке издания:
- 1994 Административно-государственное управление.[2]

Василенко И.А.
Мсто издания ГАУ Москва
- 1998 Политические процессы на рубеже культур.[3]

Василенко И.А.
Место издания Эдиториал УРСС Москва, ISBN 5-901006-43-7, 224 с.
- 1998 Административно-государственное управление в странах Запада: США, Великобритания, Франция, Германия.[4]

Василенко И.А.
Место издания Логос Москва, ISBN 5-88439-077-7, 168 с.
- 1999 Диалог цивилизаций: социокультурные проблемы политического партнерства.[5]

Василенко И.А.
Место издания Эдиториал УРСС Москва, ISBN 5-8360-0018-2, 272 с.
- 2000 Административно-государственное управление в странах Запада: США, Великобритания, Франция, Германия. 2 изд., доп.[6]

Василенко И.А.
Место издания Логос Москва, ISBN 5-88439-051-3, 200 с.
- 2003 Политология.[7]

Василенко И.А., Панарин А.С.
Место издания Логос Москва, ISBN 5-94010-191-7, 256 с.
- 2003 Политическая глобалистика.[8]

Василенко И.А.
Место издания Логос Москва, ISBN 5-88439-054-8, 359 с.
- 2003 Геополитика.[9]

Василенко И.А.
Место издания Логос Москва, ISBN 5-94010-210-7, 204 с.
- 2004 Политология.[10]

Василенко И.А.
Место издания Гардарики Москва, ISBN 5-8297-0185-5, 288 с.
- 2004 Политическая философия.[11]

Василенко И.А.
Место издания Гардарики Москва, ISBN 5-8297-0191-X, 240 с.
- 2005 Государственное и муниципальное управление.[12]

Василенко И.А.
Место издания Гардарики Москва, ISBN 978-5-8297-0320-2, 317 с.
- 2006 Политические переговоры.[13]

Василенко И.А.
Место издания Гардарики Москва, ISBN 5-8297-0291-6, 271 с.
- 2006 Геополитика современного мира.[14]

Василенко И.А.
Место издания Гардарики Москва, ISBN 978-5-8297-0254-0, 317 с.
- 2007 Государственное и муниципальное управление. 2 изд. доп.[15]

Василенко И.А.
Место издания Гардарики Москва, 324 с.
- 2008 Искусство международных переговоров в бизнесе и политике.[16]

Василенко И.А.
Место издания Научная книга Москва, ISBN 978-91393-032-3, 234 с.
- 2009 Сравнительная политология.[17]

Василенко И.А.
Место издания Юрайт Москва
- 2009 Политическая философия, 2 изд. доп.[18]

Василенко И.А.
Место издания Инфра-М Москва, ISBN 978-5-16-003619-9, 320 с.
- 2009 Искусство международных переговоров в бизнесе и политике, 2 изд. доп.[19]

Василенко И.А.
Место издания Научная книга Москва, ISBN 978-91393-032-3, 234 с.
- 2010 Политические переговоры, 2 изд. доп.[20]

Василенко И.А.
Место издания Инфра-М Москва, ISBN 978-5-16-004003-5, 396 с.
- 2010 Геополитика современного мира, 2 изд. доп.[21]

Василенко И.А.
Место издания Юрайт Москва, ISBN 978-5-9916-0787-2, 396 с.
- 2011 Политология, 3 изд. доп.[22]

Василенко И.А.
Место издания Юрайт Москва
- 2011 Международные переговоры в бизнесе и политике: стратегия, тактика, технологии.[23]

Василенко И.А.
Место издания Восток-Запад Москва
- 2011 Искусство международных переговоров. Изд. 3-е, исправленное и дополненное.[24]

Василенко И.А.
Место издания Экономика Москва, ISBN 978-5-282-03163-8, 351 с.
- 2012 Государственное и муниципальное управление, 4 издание переработанное и дополненное.[25]

Василенко И.А.
Место издания юрайт москва, ISBN 978-5-9916-1467-2, 431 с.
- 2012 Личностный стиль за столом международных переговоров.[26]

Василенко И.А., Василенко Е.В.
Место издания Аспект-пресс Москва, ISBN 978-5-7567-0677-2, 208 с.
- 2012 Имидж России: концепция национального и территориального брендинга / под ред. И.А.Василенко.[27]

Василенко И.А., Василенко Е.В., Люлько А.И., Ляпоров В.Н.
Место издания Экономика москва, ISBN 978-5-282-03238-3, 222 с.
- 2013 Современная российская политика: Учебное пособие под общей ред. В.И.Коваленко.[28]

Коваленко В.И., Василенко И.А., Заславский С.Е., Зворыкин Б.Д., Курбанов А.Р., Манойло А.В., Омаров М.А., Семченков А.С., Федякин А.В., Чихарев И.А., Шелистов Ю.И., Шутов А.Ю.
Место издания Изд-во Московского университета Москва, ISBN 978-5-19-010867-5, 472 с.
- 2013 Политология, 4-е изд. доп.[29]

Василенко И.А.
Место издания Юрайт Москва, ISBN 978-5-9916-2110-6
- 2013 Международные переговоры, 2 изд. доп.[30]

Василенко И.А.
Место издания Юрайт Москва, ISBN 978-5-9916-2243-1, 486 с.
- 2013 Имиджевая стратегия России в контексте мирового опыта (под ред. Василенко И.А.).[31]

Василенко И.А., Василенко Е.В., Люлько А.Н., Тюкаркина О.М., Емельянова Н.Н.
Место издания Международные отношения Москва, ISBN 978-5-7133-1493-0, 359 с.
- 2013 Государственное и муниципальное управление, 5 изд. доп.[32]

Василенко И.А.
Место издания Юрайт Москва, ISBN 978-5-9916-2069-7, 496 с.
- 2013 Геополитика современного мира , 3 изд. доп.[33]

Василенко И.А.
Место издания Юрайт Москва, ISBN 978-5-9916-2332-2, 420 с.
- 2014 Современная российская политика. Учебник для магистров.[34]

Василенко И.А.
Место издания Юрайт Москва, ISBN 978-5-9916-2992-8, 488 с.
- 2014 Политология. 5 изд. доп.[35]

Василенко И.А.
Место издания Юрайт Москва, ISBN 978-5-9916-3221-8, 430 с.
- 2014 Политическая философия. Учебник для магистров. 3 изд. доп.[36]

Василенко И.А.
Место издания Юрайт Москва, ISBN 978-5-9916-32339-3, 424 с.
- 2014 Международные переговоры. 3 изд. доп.[37]

Василенко И.А.
Место издания Юрайт Москва, ISBN 978-5-9916-4023-7, 513 с.
- 2014 Международные отношения и мировая политика:Учебно-методический комплекс /под ред. П.А.Цыганкова.[38]

Цыганков П.А., Дробот Г.А., Василенко И.А., Кабаченко А.П., Манойло А.В., Глотова С.В., Костин А.И., Чихарев И.А., Наумкин В.В., Кузнецов В.А., Никонов В.А., Прокофьев А.В.
Место издания Политическая энциклопедия Москва, ISBN 978-5-8243-1844-9, 639 с.
- 2014 Искусство международных переговоров, 4 изд. доп.[39]

Василенко И.А.
место издания Международные отношения Москва, ISBN 978-5-7133-1479-8, 416 с.
- 2014 Имидж России: концепция национального и территориального брендинга ( под ред. И.А.Василенко). 2 изд. доп. Монография.[40]

Василенко И.А., Василенко Е.В., Емельянова Н.Н., Люлько А.Н.
место издания Экономика Москва, ISBN 978-5-282-03353-3, 247 с.
- 2014 Государственное и муниципальное управление. 6 изд. доп.[41]

Василенко И.А.
Место издания Юрайт Москва, ISBN 978-5-9916-3279-9, 494 с.
- 2015 Формирование гражданского общества в России: стратегии и управление. Коллективная монография.[42]

Василенко И.А., Авцинова Г.И., Батанина И.А., Ильичева Л.Е., и др.
Место издания Аналитик москва, ISBN 978-5-905675-65-2, 400 с.
- 2015 Теория международных отношений : Учебник для академического бакалавриата / под ред. П.А. Цыганкова.[43]

Цыганков П.А., Никонов В.А., Глотова С.В., Прокофьев А.В., Манойло А.В., Василенко И.А., Чихарев И.А.
Место издания ООО "Издательство Юрайт" Москва, ISBN 978-5-9916-4948-3, 316 с.
- 2015 Политические переговоры. 3 изд. доп. Учебник.[44]

Василенко И.А.
Место издания Питер Спб, ISBN ISBN 978-5-496-01659-9, 320 с.
- 2015 Модели и механизмы государственного и муниципального управления стран Запада, Востока и России: сравнительный анализ. Монография.[45]

Василенко И.А., Ильичева Л.Е., Комаровский В.С., Купряшин Г.Л., Капелько О.Н., и др.
Место издания Аналитик Москва, ISBN 978-5-392-18091-2, 168 с.
- 2016 Связи с общественностью в органах власти. Учебник.[46]

Василенко И.А., Василенко Е.В.
Место издания Кнорус Москва, ISBN 978-5-406-04942-6, 232 с.
- 2016 Россия в XXI веке: политика, экономика, культура. Учебник.[47]

Василенко И.А., Ильичева Л.Е., Комаровский В.С.
Место издания Аспект-Пресс Москва, ISBN 978-5-7567-0848-6, 496 с.
- 2016 Политология. 6 изд., доп.[48]

Василенко И.А.
Место издания ООО "Издательство ЭКСМО" Москва, ISBN 978-5-699-90624-6
- 2016 Переговоры с восточными партнерами: модели, стратегии, социокультурные традиции. Монография.

Василенко И.А.
Место издания Международные отношения москва, ISBN 978-5-7133-1517-7, 336 с.
- 2016 Кризис цивилизации в контексте политических процессов XXI века / под ред. А.И.Костина (коллект. монография).[49]

Костин А.И., Бельский В.Ю., Василенко И.А., Гусев Н.Н., Иванов В.Г., Изотов В.С., Капицын В.М., Коваленко В.И., Лепехин В.А., Мамедов И.Б.О, Манойло А.В., Полулях Д.С., Расторгуев В.Н., Рогожина Н.Г., Самсонова Т.Н., Столетов О.В.
Место издания Изд-во Московского университета Москва, ISBN 978-5-19-011138-5, 304 с.
- 2016 Имидж регионов России: инновационные технологии и стратегии ребрендинга / под ред. И. А. Василенко. Монография.[50]

Василенко И.А., Василенко Е.В., Емельянова Н., Н
Место издания Международные отношения Москва, ISBN 978-5-7133-1551-1, 288 с.
- 2016 Государственная и муниципальная служба. Учебник.[51]

Василенко И.А.
Место издания Кнорус москва, ISBN 978-5-406-04904-4, 300 с.
- 2016 Геополитика современного мира. 4 изд доп. Учебник.[52]

Василенко И.А.
Место издания Юрайт Москва, ISBN 978-5-9916-, 320 с.
- 2017 Эффективный переговорщик: личностный стиль, стратегии, технологии. Монография.[53]

Василенко И.А., Василенко Е.В.
Место издания Международные отношения Москва, ISBN 978-5-7133-1570-2, 288 с.
- 2017 Сравнительная политология. 2 изд. доп.[54]

Василенко И.А.
Место издания Кнорус Москва, ISBN 978-5-406-04949-5, 360 с.
- 2017 Система государственного управления : учебник. — 6-е изд., перераб. и доп.[55]

Василенко И.А.
Место издания Юрайт Москва, ISBN 978-5-534-03300-7., 494 с.
- 2017 Связи с общественностью в органах власти. Учебник. 2 изд доп.[56]

Василенко И.А., Василенко Е.В.
Место издания Международные отношения Москва, ISBN 978-5-7133-1585-6, 296 с.
- 2017 Государственная и муниципальная служба. Учебник. 2 изд. доп.[57]

Василенко И.А.
Место издания Международные отношения Москва, ISBN 978-5-7133-1586-3, 392 с.
- 2018 Умный город XXI века: возможности и риски смарт-технологий в городском ребрендинге (под ред. И.А.Василенко).[58]

Василенко И.А., Василенко Е.В., Егорова А.Н., Люлько А.Н.
Место издания Международные отношения Москва, ISBN 978-5-7133-1607-5, 256 с.
- 2018 Стратегия устойчивого развития в контексте политических процессов XXI столетия / под ред. А.И.Костина (коллективная монография).[59]

Костин А.И., Сытин А.Г., Черешнев В.А., Расторгуев В.Н., Изотов В.С., Делокаров К.Х., Рогожина Н.Г., Капицын В.М., Сидорова Г.М., Самсонова Т.Н., Василенко И.А., Бельский В.Ю., Лепехин В.А., Столетов О.В., Мамедов И.Б., Золкин А.Л., Манойло А.В., Иванов В.Г., Полулях Д.С.
Место издания Издательство Московского университета Москва, ISBN 978-5-19-011285-6, 320 с.
- 2018 Современная российская политика. 2 изд. испр. и доп.[60]

Василенко И.А.
Место издания Международные отношения Москва, ISBN 978-5-7133-1603-7, 528 с.
- 2018 Предметное поле экономической политологии. Монография.[61]

Василенко И.А., Ильичева Л.Е., Комаровский В.С.
Место издания Аспект-Пресс Москва, ISBN 978-5-7567-0984-1, 240 с.
- 2019 Теория международных отношений / Учебник 1-е изд. - Сер. 58 Бакалавр. Академический курс.[62]

ВАСИЛЕНКО ИРИНА АЛЕКСЕЕВНА, ПРОКОФЬЕВ АНДРЕЙ ВЯЧЕСЛАВОВИЧ, ЦЫГАНКОВ ПАВЕЛ АФАНАСЬЕВИЧ, ГЛОТОВА СВЕТЛАНА ВЛАДИМИРОВНА, НИКОНОВ ВЯЧЕСЛАВ АЛЕКСЕЕВИЧ, МАНОЙЛО АНДРЕЙ ВИКТОРОВИЧ, ЧИХАРЕВ ИВАН АЛЕКСАНДРОВИЧ. 
Место издания Юрайт Москва, ISBN 978-5-534-03010-5, 316 с.
- 2019 Политическая глобалистика: направления исследований в условиях глобальной неопределенности / Под ред. А.И. Костина.[63]

Костин А.И., Расторгуев В.Н., Бельский В.Ю., Василенко И.А., Мамедов И.Б., Изотов В.С., Рогожина Н.Г., Капицын В.М., Шапаров А.Е., Сидорова Г.М., Манойло А.В., Кочетков А.П., Самсонова Т.Н., Вершинина И.А., Столетов О.В., Полулях Д.С., Алексеенко О.А. Место издания Изд-во Московского университета Москва, ISBN 978-5-19-011, 298 с.
- 2020 Современная российская политика: учебное пособие / под общей ред. В.И. Коваленко.[64]

Коваленко В.И., Бронников И.А., Василенко И.А., Емельянова Н.Н., Заславский С.Е., Зорин В.Ю., Кирсанова Е.Г., Комплеев А.В., Кочетков А.П., Ляховенко О.И., Мамедов И.Б., Манойло А.В., Мейер М.М., Омаров М.А., Сельцер Д.Г., Столетов О.В., Шелистов Ю.И., Шутов А.Ю., Цветкова О.В., Черняховский С.Ф., Якунин В.И. 
Место издания Изд-во Московского университета Москва, ISBN 978-5-19-011459-1, 379 с.

### Награды
2018 Почетная грамота
Лауреат: Василенко И.А.
Министерство образования и науки Российской Федерации, Россия